# John C. Lilly
John C. Lilly (anglès: John Cunningham Lilly)  (Saint Paul, 6 de gener de 1915 - Los Angeles, 30 de setembre de 2001) fou un metge i psicoanalista investigador en el camp de la neurofisiologia i inventor del tanc d'aïllament sensorial. La major part del seu treball és considerat pseudociència.